# Kransörtsväxter
Kransörtsväxter (Molluginaceae) är en familj i ordningen Caryophyllales med omkring nio släkten och cirka 90 arter. De är främst hemmahörande i världens varmtempererade områden i Afrika och Sydamerika, men det finns även några i andra områden. 
Släktet Telephium som ibland odlas som trädgårdsväxt av svenska smalare, förs numera till nejlikväxterna.